# بافيل فيليب
بافيل فيليب (بالرومانية: Pavel Filip)‏ (ولد 10 أبريل 1966- ) هو مهندس وسياسي من مولدوفا. كان وزيراً لتكنولوجيا المعلومات والاتصالات في الحكومات برئاسة فيلات (2)، وليانكو، وغابوريتشي، وستريليتش، منذ 14 يناير 2011 عندما حل محل ألكسندر أولينيك (2009-2011)، كما شغل منصب رئيس الوزراء منذ 20 يناير 2016 حتى 8 يونيو 2019. وكان نائب رئيس الحزب الديمقراطي (DPM). في 7 سبتمبر 2019، في المؤتمر التاسع للحزب تم انتخابه لمنصب رئيس الحزب.
من 9 يونيو إلى 15 يونيو، خلال الأزمة الدستورية المولدوفية عام 2019، كان بافيل فيليب رئيسًا لمولدوفا بالإنابة.

## روابط خارجية
- بافيل فيليب على موقع مونزينجر (الألمانية)